# Béld
Béld (1891-ig Beluja, szlovákul: Beluj) község Szlovákiában, a Besztercebányai kerületben, a Selmecbányai járásban.

## Fekvése
Selmecbányától 16 km-re délre, a Béldi-patak partján fekszik. Jellegzetes patak menti sorházas település, régi házai kőből épültek, a zárt udvarokat deszkakapuk díszítik.
Délnyugatról Bagyan, északnyugatról Bacsófalva, északról (rövid szakaszon) Illés, keletről Berencsfalu, délről Ledény, délkeletről pedig Szebelléb és (rövid szakaszon) Hontnémeti községekkel határos.

## Története
Területe már a bronzkorban is lakott volt.
1232-ben "Bolug" néven tűnik fel írott forrásban először. A középkorban kezdetben a Hont-Pázmány nemzetség birtoka. 1290-ben "Beel" néven említik, amikor addigi birtokosa, Lampert a falut a bányai polgároknak adja el. 1342-től Litva várának uradalmához tartozott. 1388-tól a Széchenyieké, a 16. században a szitnyai uradalom része, később a Koháryak tulajdona. A század közepén elpusztította a török. A 19. században a Coburgoké. Híres fazekasfalu, 1625-ben említik először híres fazekasait. 1715-ben malma és 61 háztartása volt. 1828-ban 112 házában 672 lakos élt, akik fazekassággal, mezőgazdasággal, erdei munkákkal foglalkoztak. 1872-ben szlovák gyűlés volt a faluban, amin részt vett Andrej Kmeť és id. Samuel Kramár. A gyűlést Mailáth István alispán és Prónay Mihály kapitány feloszlatta.
Vályi András szerint "BELUJA. Tót falu Hont Vármegyében, másként Belugya, földes Ura Gróf Koháry Uraság, lakosai katolikusok, fekszik Prenesfalvának szomszédságában, mellynek filiája, határja középszerű, legelője, ’s mind a’ kétféle fája elég, szomszédságában lévén Selmecznek, vagyonnyait jól eladhattya; de mivel a’ posta úton kivűl, hegyek közt fekszik, ’s rosz útakkal terheltetik, és szőlő hegye sints, a’ második Osztályba tétetett."
Fényes Elek szerint "Beluja, tót falu, Honth vgyében, Selmeczhez 1 1/2 mfd. 89 kath., 578 evang. lak., kik kapós cserépedényeket csinálnak, s patakjokban rákot fognak. Evang. templom. F. u. h. Coburg. Ut. p. Selmecz."
A trianoni békeszerződésig Hont vármegye Korponai járásához tartozott. Később is elsősorban mezőgazdasági település, de lakóinak nagy része már a selmecbányai üzemekben dolgozott.

## Népessége
| Év:            | 1994. | 2004.    | 2014.    | 2024.    |
| -------------- | ----- | -------- | -------- | -------- |
| Emberek száma: | 178   | 159      | 121      | 137      |
| Eltérés:       |       | -10,67 % | -23,89 % | +13,22 % |

| Év:            | 2023. | 2024.   |
| -------------- | ----- | ------- |
| Emberek száma: | 143   | 137     |
| Eltérés:       |       | -4,19 % |

1880-ban 604 lakosából 4 magyar és 577 szlovák anyanyelvű volt.
1890-ben 595 lakosából 9 magyar és 584 szlovák anyanyelvű volt.
1900-ban 581 lakosából 12 magyar és 569 szlovák anyanyelvű volt.
1910-ben 480 lakosából 5 magyar és 471 szlovák anyanyelvű volt. Ebből 415 evangélikus, 62 római katolikus és 3 izraelita vallású volt.
1921-ben 471 csehszlovák lakosa volt.
1930-ban 463 lakosából 462 csehszlovák és 1 állampolgárság nélküli volt. Ebből 366 evangélikus és 97 római katolikus vallású volt.
1970-ben 318 szlovák lakosa volt.
1980-ban 271 lakosából 270 szlovák és 1 cseh volt.
1991-ben 203 szlovák lakosa volt. 
2001-ben 151 szlovák lakosa volt.
2011-ben 131 lakosából 111 szlovák és 1 magyar volt.
2021-ben 137 lakosából 130 szlovák, (+2) magyar, 2 egyéb és 5 ismeretlen nemzetiségű volt.

## Nevezetességei
- Szent Lőrinc tiszteletére szentelt római katolikus temploma 1725-ben épült, 1871-ben átépítették. 1740-ből származó értékes képei vannak.
- Evangélikus temploma 1785-ből való, a 20. század elején átépítették.
- Karcolásos díszítésű kerámiái messze földön híresek.
- A faluban számos 19. századi, népi építésű lakóház található.